# D845GVSH
La Intel 845GVSH es una placa madre de Intel en formato Mini-ITX, que introduce Intel Asia en el mercado para competir con el VIA C3 Samuel de VIA Technologies. Básicamente es una Intel D845GVSR acomodada en un formato ligeramente superior al Mini-ITX 170 mm (6,69 pulgadas) x 190 mm (7,48 pulgadas) en lugar de 170 x 170 y con un procesador Intel Shelton (un Celeron M Banias sin la caché de segundo nivel) soldado en la placa madre. Debido a su bajo consumo le basta la refrigeración pasiva de sus radiadores de aluminio. Puede utilizar sus drivers, pues el soporte de Intel es casi nulo, no localizándose en ninguno de sus buscadores.

## Detalles Técnicos
- Factor de forma Mini-ITX, 170 mm (6,69 pulgadas) x 190 mm (7,48 pulgadas) en lugar de 170 x 170 mm
- Chipset Northbridge Intel 845GV a 533 MHz y el Bus de sistema de 400MHz Southbridge Intel ICH4
- CPU Intel Celeron Shelton  a 1 GHz sin caché de segundo nivel, soldado en placa con refrigeración pasiva
- RAM hasta 1 GiB DDR SDRAM
- Tarjeta gráfica Intel Extreme Graphics integrada en el chipset 845GV
- Tarjeta de sonido AC-Link imbuido en el ICH4, soporta AC'97 2.3
- Tarjeta de red Ethernet 100Base-TX 10/100 imbuido en el ICH4
- Ranuras de ampliación
  - 1 ranura PCI
  - Una ranura DIMM de 184 pines
- Panel trasero
  - Puerto de teclado PS/2
  - Puerto de ratón PS/2
  - Conector de red RJ-45
  - Conectores USB: 2 USB 2.0
  - Conector VGA DE-15
  - Dos conectores minijack de 3,5 mm de audio Line in, line out
- Conectores y pin headers (hileras de pines) internos de entrada/salida
  - Un conector Integrated Drive Electronics
  - Un conector de controladora de disquetera, soporta dos unidades de 360K a 2.88 MB
  - Un conector de alimentación ATX de 20 pines
  - 1 pin header 10x2 switch/LED para el panel frontal